# Motaz Hawsawi
Motaz Hawsawi (arabisch معتز هوساوي, DMG Muʿtazz Hausāwī; * 17. Februar 1992 in Dschidda) ist ein saudi-arabischer Fußballspieler.

## Karriere

### Verein
Er begann seine Karriere in der U23 von al-Ahli und stieg zur Saison 2014/15 in die erste Mannschaft auf. Seitdem gewann er mit seiner Mannschaft bislang jeweils einmal die Meisterschaft, den Pokal, den Supercup und den Crown Prince Cup. Im Januar 2022 wechselte er zu al-Taawoun.

### Nationalmannschaft
Nach er mit der U20 an der Weltmeisterschaft 2011 teilnahm, hatte er seinen ersten Einsatz im Trikot der saudi-arabischen Nationalmannschaft am 5. Dezember 2012 bei einem 2:1-Freundschaftsspielsieg über Sambia. Er wurde in der 75. Minute für Bader al-Khames eingewechselt. Nach den Westasienmeisterschaften 2012 und 2013 bestritt er noch weitere Einsätze in Freundschaftsspielen und war ohne Einsatz im Kader der Asienmeisterschaft 2015. In den folgenden Jahren war er oft im Kader kam jedoch nur sporadisch zum Einsatz. Bei der Weltmeisterschaft 2018 spielte er im letzten Gruppenspiel gegen Ägypten über die volle Distanz. Seine letzte Partie war am 10. September 2018 in einem Freundschaftsspiel gegen Bolivien.